# Ermite du Tapajos
Phaethornis aethopygus
Espèce
Statut de conservation UICN

 VU  : Vulnérable
Statut CITES
L'Ermite du Tapajos (Phaethornis aethopygus) est une espèce de colibris de la sous-famille des Phaethornithinae.

## Distribution
Cette espèce est endémique du Brésil qui peuple le centre du pays dans une région bordée à l'ouest par le Rio Tapajós.

Carte de répartition de l'espèce

## Habitat
Ce colibri fréquente les forêts plus ou moins dégradées de la Terra firme, souvent le long des cours d'eau.

## Taxinomie
En 2009, Piacentini et al. montrent que le taxon décrit en 1950 par Zimmer en tant que Phaethornis longuemareus aethopyga, n'est ni un hybride de P. ruber et P. rupurumii amazonicus, ni une sous-espèce, mais bien une espèce séparée. Ils démontrent qu'elle possède des caractéristiques physiques et sociales (aire de parade) uniques et doit donc être traitée comme une espèce à part entière Phaethornis aethopyga, Zimmer, 1950.